# تپه طاهرآباد
تپه طاهر آباد مربوط به دوره ایلخانی است و در شهرستان ورامین، روستای طاهر آباد واقع شده و این اثر در تاریخ ۱۲ بهمن ۱۳۸۱ با شمارهٔ ثبت ۷۴۲۶ به‌عنوان یکی از آثار ملی ایران به ثبت رسیده است.